# Botyodes borneensis
Botyodes borneensis là một loài bướm đêm trong họ Crambidae.